# Grzyby jadalne

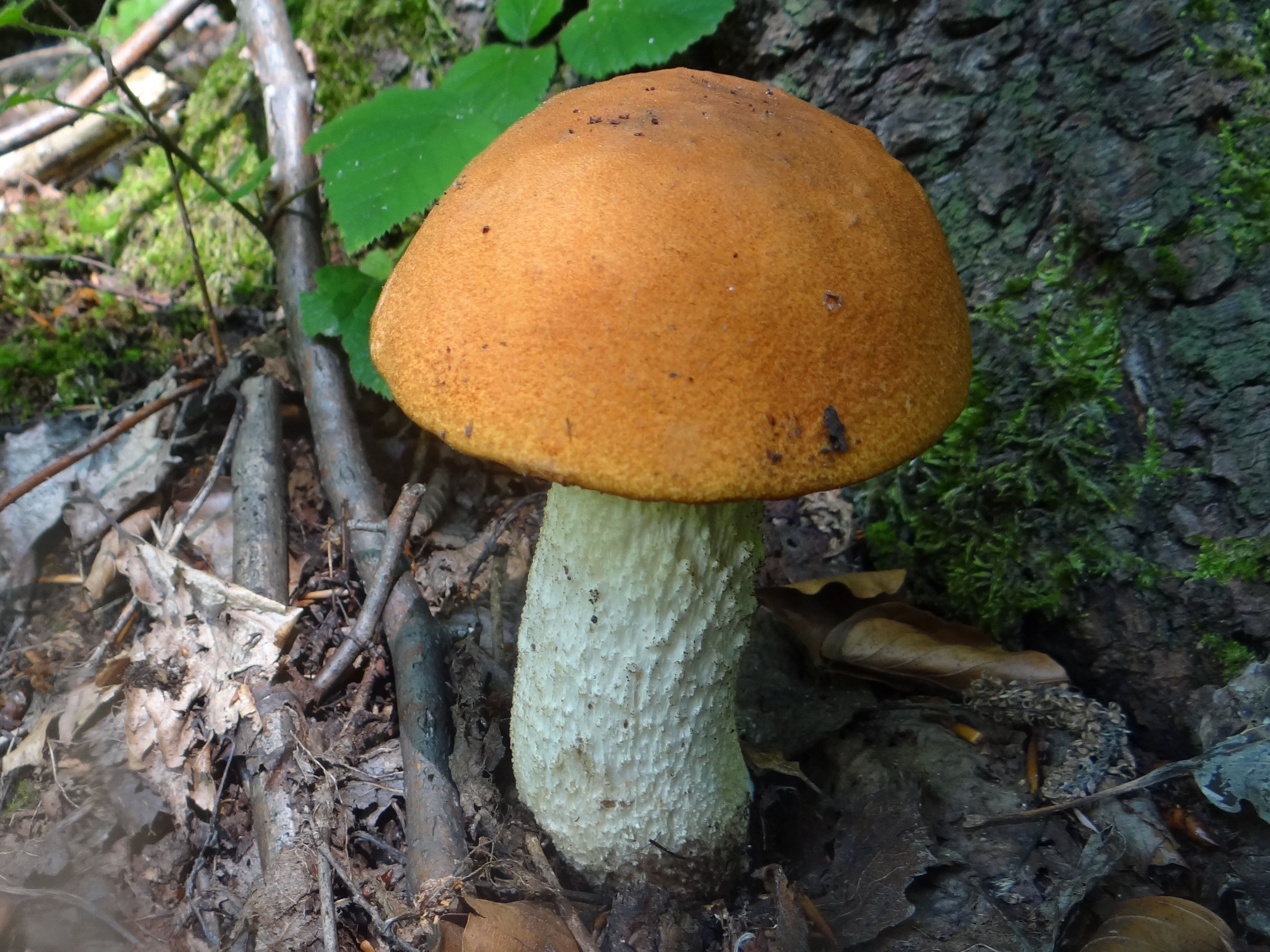
Koźlarz czerwony – jeden z jadalnych grzybów

Grzyby jadalne – grzyby o różnej przynależności systematycznej produkujące jadalne owocniki, które po odpowiednim przyrządzeniu, nie powodują u człowieka żadnych dolegliwości. W większości zbierane tylko ze stanu dzikiego, tylko nieliczne są uprawiane (w Polsce np. pieczarki i boczniaki). Niektóre z nich są grzybami leczniczymi. Na świecie jest około 2300 gatunków grzybów jadalnych i leczniczych.

## Wartości odżywcze grzybów
Grzyby to wartościowa, zdrowa i pożywna żywność o niskiej zawartości kalorii, tłuszczów i kwasów tłuszczowych, bogata w białka roślinne, witaminy i minerały (żelazo, cynk, selen, sód), chitynę i błonnik. W świeżej masie grzyby zawierają od 10% do 40% białek, 3–21% węglowodanów i 3–35% błonnika. Zawierają jednak bardzo dużo wody – od 86–92%, co wpływa na ich krótki okres przydatności do spożycia. Liczne białka znajdujące się w grzybach, takie jak lektyny, białka immunomodulujące grzybów, białka inaktywujące rybosomy, rybonukleazy, lakazy i inne białka, posiadają niezwykłe aktywności biologiczne, dzięki czemu mają własności przeciwnowotworowe, przeciwwirusowe, przeciwbakteryjne, przeciwutleniające i immunomodulujące. Niektóre gatunki grzybów wykazują także własności przeciwzapalne, regulujące ciśnienie krwi, obniżające poziom cholesterolu, antyastmatyczne. W błonniku zawierają dużo β-glukanów, które chronią błonę śluzową jelita grubego przed szkodliwym działaniem niektórych substancji i są dobrymi prebiotykami stymulującymi rozwój pożytecznych bakterii (probiotyków) obecnych już w przewodzie pokarmowym i zapobiegają rozwojowi i występowaniu cukrzycy, miażdżycy, nadciśnienia i zakrzepicy.
Grzyby cenione są ze względu na ich własności smakowe. Spożywa się je bezpośrednio (duszone, smażone, gotowane w postaci zupy) lub marynowane. Można je także suszyć i solić. Nawet jadalne gatunki grzybów, nieodpowiednio lub zbyt długo przechowywane, mogą być szkodliwe, to samo dotyczy zbyt starych lub „robaczywych” (opanowanych przez larwy owadów) owocników.
Potrawy przyrządzane z wykorzystaniem grzybów jadalnych: zupa grzybowa, sos grzybowy, sałatka grzybowa, grzyby marynowane, grzyby kiszone, uszka, krokiety, pierogi.
Grzyby jadalne niejednokrotnie łatwo jest pomylić z bardzo podobnymi grzybami niejadalnymi lub wręcz trującymi (często śmiertelnie), toteż należy się nauczyć dobrze je rozpoznawać, w czym pomocne są liczne opracowania wydawane w formie atlasów. Zaleca się zbieranie grzybów z rurkami, gdyż nie ma wśród nich grzybów śmiertelnie trujących. Mogą one spowodować co najwyżej zaburzenia pokarmowe.
Do najbardziej cenionych i popularnych grzybów jadalnych należą: borowiki, podgrzybki i koźlarze, rydze, pieprzniki, czubajki, gołąbki, gąski i opieńki, a także rosnące pod ziemią trufle. Nie wolno zbierać grzybów chronionych prawnie (zobacz: grzyby chronione).
Między różnymi kręgami kulturowymi występują różnice w uznawaniu grzybów za jadalne. Pewne społeczeństwa (np. z Europy Południowej i Wschodniej, Chin) są określane jako mykofiliczne, podczas gdy inne (np. z Europy Zachodniej) jako mykofobiczne. W kulturach mykofobicznych jedzone są jedynie nieliczne gatunki grzybów, często przede wszystkim pochodzące z uprawy. W pewnych kuchniach regionalnych stosowane są sposoby na neutralizowanie trujących właściwości niektórych gatunków. W związku z tym gatunki uznane za trujące w jednym kraju, są wykorzystywane w innych (np. piestrzenica kasztanowata we współczesnej kuchni polskiej jest uważana za trującą, podczas gdy po odpowiedniej obróbce stosowana jest w niektórych krajach Europy Wschodniej i Ameryki).
Wśród rosnących w Polsce ok. 5 tysięcy gatunków grzybów owocnikowych jest bardzo wiele gatunków grzybów nadających się do spożycia. W praktyce jednak zbierane są tylko nieliczne gatunki, te o największych wartościach smakowych i znane rzeszom grzybiarzy. Wiele grzybów jest jadalnych, ale nie mają praktycznej wartości, gdyż albo są niesmaczne, albo bardzo małe, czy też występują bardzo rzadko. U niektórych gatunków jadalne są tylko młode owocniki. Niektóre grzyby jadalne nadają się do spożycia dopiero po ugotowaniu lub usmażeniu, w stanie surowym są trujące.

## Listy gatunków grzybów jadalnych
Publikowane przez różnych autorów listy gatunków jadalnych mogą się różnić w zależności od celów (popularne listy o charakterze poradnikowym mogą nie zawierać gatunków chronionych, rzadkich, łatwych do pomylenia lub jadalnych tylko po specjalnej obróbce, podczas gdy listy specjalistyczne mogą zawierać również gatunki jadalne tylko warunkowo, trujące w typowym użyciu), kompletności danych czy wręcz preferencji autorów. Wiele gatunków jadalnych w pewnych społeczeństwach jest uznane za niejadalne w innych. Niektóre listy mogą zawierać również gatunki, które są spożywane w celach medycznych lub odurzających – nierzadko trujące. Oprócz list poradnikowych lub specjalistycznych mogą również istnieć listy publikowane przez władze, np. Ministerstwo Zdrowia.

### Lista Ministerstwa Zdrowia RP
Załącznik z 16 czerwca 2020 do Rozporządzenia Ministra Zdrowia z dnia 17 maja 2011. zawiera grzyby zarówno rosnące dziko na terenie Polski, jak i uprawiane lub importowane:
- boczniak ostrygowaty (Pleurotus ostreatus (Jacq.) Kummer)
- borowik szlachetny (prawdziwek wszystkie odmiany) (Boletus edulis Bull ex Fr.)
- czubajka kania (Macrolepiota procera (Soop.) Sing)
- gąska zielonka (Tricholoma flavovirens (Pers.) Lund ex Nannf)
- kolczak obłączasty (Hydnum repandum L.)
- koźlarz babka (wszystkie odmiany) (Leccinum scabrum (Bull) S. F. Gray.)
- koźlarz czerwony (wszystkie odmiany) (Leccinum aurantiacum (Bull.) S. F. Gray)
- koźlarz grabowy (Leccinum griseum (Quel.) Sing.)
- lejkowiec dęty (Craterellus cornucopioides (L.) Pers)
- lejkówka wonna (Clitocybe odora (Bull.) Kummer)
- łuskwiak nameko (Pholiota nameko (T. Ito) S. Ito et Imai syn. Collybia nameko T. Ito Pholiota gultinosa Kawam. Kuehneromyces nameko (t. Ito) S. Ito)
- łuszczak zmienny (Kuehneromyces mutabilis (Schaff.) Sing. Et Smith syn. Pholiota mutabilis (Fr.) Kummer, pochodzący wyłącznie z uprawy)
- maślak pstry (Suillus variegatus (Swartz) O. Kuntze)
- maślak sitarz (Suillus bovinus (L. ex Fr.) O. Kuntze)
- maślak ziarnisty (Suillus granulatus (L.) O. Kuntze)
- maślak zwyczajny (Suillus luteus (L.) S. F. Gray)
- maślak żółty (Suillus grevillei (Klotzsch) Sing. Klotzsch)
- mleczaj późnojesienny (jodłowy) (Lactarius salmonicolor R. Heim et Leclair)
- mleczaj rydz (Lactarius deliciosus Fr)
- mleczaj smaczny (Lactarius volemus Fr)
- mleczaj świerkowy (Lactarius deterrimus Gröger)
- naparstniczka czeska (Verpa bohemica (Krombh.) J. Schröt), pochodząca spoza terytorium Rzeczypospolitej Polskiej
- opieńka miodowa (Armillaria mellea (Vahl) P. Kumm.)
- piaskowiec kasztanowaty (Gyroporus castaneus (Bull.) Quel)
- piaskowiec modrzak (Gyroporus cyanescens (Bull.) Quel)
- pieczarka dwuzarodnikowa (Agaricus bisporus (Lange) Sing. Imbach, z wyjątkiem zbyt młodych egzemplarzy ze stanu naturalnego, których blaszki jeszcze nie poróżowiały)
- pieczarka lśniąca (Agaricus silvaticus Schaeff., z wyjątkiem zbyt młodych egzemplarzy ze stanu naturalnego, których blaszki jeszcze nie poróżowiały)
- pieczarka ogrodowa (Agaricus hortensis (Cooke) Pil., z wyjątkiem zbyt młodych egzemplarzy ze stanu naturalnego, których blaszki jeszcze nie poróżowiały)
- pieczarka polna (Agaricus campestris (L.) Fr., z wyjątkiem zbyt młodych egzemplarzy ze stanu naturalnego, których blaszki jeszcze nie poróżowiały)
- pieczarka miejska (Agaricus bitorquis (Quel) Sacc., z wyjątkiem zbyt młodych egzemplarzy ze stanu naturalnego, których blaszki jeszcze nie poróżowiały)
- pieczarka zaroślowa (Agaricus silvicola (Vitt.) Sacc., z wyjątkiem zbyt młodych egzemplarzy ze stanu naturalnego, których blaszki jeszcze nie poróżowiały)
- pieprznik jadalny (kurka) (Cantharellus cibarius Fr)
- płachetka kołpakowata (Rozites caperata (Pers. ex Fr.) P. Karst)
- pochwiak pochwiasty (Volvariella volvacea (Bull. Ex Fr.) Sing. Syn. Volvaria volvacea (Bull.) Sacc)
- podgrzybek brunatny (Xerocomus badius (Fr.) Kuhn ex Gilb)
- podgrzybek zajączek (Xerocomus subtomentosus (L.) Quel)
- podgrzybek złotawy (Xerocomus chrysenteron (Bull.) Quel)
- smardz jadalny (Morchella esculenta (L.) Pers.), pochodzący wyłącznie z terenów ogrodów, upraw ogrodniczych, szkółek leśnych i terenów zielonych oraz spoza terytorium Rzeczypospolitej Polskiej
- smardz stożkowaty (Morchella conica Pers.), pochodzący wyłącznie z terenów ogrodów, upraw ogrodniczych, szkółek leśnych i terenów zielonych oraz spoza terytorium Rzeczypospolitej Polskiej;
- trufla czarnozarodnikowa (Tuber melanosporum Vitt)
- trufla letnia (Tuber aestivum Vitt)
- trufla zimowa (Tuber brumale Pico & Vitt)
- trzęsak morszczynowaty (Tremella fuciformis Berk.)
- twardziak (Shii-take) (Lentinus edodes (Berck.) Singer, syn. Lentinula edodes (Berk.), Pegler)
- twardzioszek przydrożny (Marasmius oreades (Bolt.) Fr)
- ucho bzowe (Hirneola auricula-judae (Bull. ex St. Amans) Berk. Syn. Auricularia auricula-judae (Bull.) West. Auricularia auricula (L. ex Hooker) Underwood)
- uszak gęstowłosy, „grzyby mun” (Auricularia polytricha (Mont.) Sacc. Syn. Hirneola polytricha Mont.)[9].

### Lista Gumińskiej i Wojewody
W polskim środowisku zbieraczy grzybów funkcjonuje dłuższa lista gatunków grzybów jadalnych, zgodna z publikacją Barbary Gumińskiej i Władysława Wojewody:
| - naziemek białawy, jako bielaczek owczy (Albatrellus ovinus) - naziemek ceglasty, jako bielaczek pozrastany (Albatrellus confluens) - boczniak ostrygowaty (Pleurotus ostreatus) - borowik brzozowy (Boletus betulicosa) (synonim: borowik szlachetny – Boletus edulis) - borowik ceglastopory (Neoboletus erythropus) - Xerocomellus rubellus, jako podgrzybek czerwonawy (Xerocomus rubellus) - podgrzybek brunatny (Imleria badia) - borowik klinowotrzonowy (Cyanoboletus pulverulentus), jako borowik omglony (Boletus pulverulentus) - borowik kruchy (Hemileccinum impolitum), jako borowik płowy (Boletus impolitus) - borowik żółtobrązowy (Butyriboletus appendiculatus), jako borowik przyczepkowy (Boletus appendiculatus) - borowik sosnowy (Boletus pinicola) - borowik szlachetny (Boletus edulis) - borowik usiatkowany (Boletus reticulatus) - borowik zajęczy, jako podgrzybek zajączek (Boletus subtomentosus) - podgrzybek złotopory, jako podgrzybek złotawy (Xerocomus chrysenteron) - buławka obcięta (Clavariadelphus truncatus) - Coprinellus micaceus, jako czernidłak błyszczący (Coprinus micaceus) - czasznica olbrzymia, jako purchawica olbrzymia (Langermannia gigantea) - czubajka kania (Macrolepiota procera) - piestrzyca popielata, jako długotrzonka popielata (Helvella macropus) - dwupierścieniak cesarski (Catathelasma imperiale) - dzieżka pomarańczowa (Aleuria aurantia) - galaretek kolczasty (Pseudohydnum gelatinosum) - koralówka czerwonowierzchołkowa, jako gałęziak groniasty (Ramaria botrytis) - gąska niekształtna (Tricholoma portentosum) - gąska zielonka (Tricholoma flavovirens) - gąsówka dwubarwna (Lepista saeva) - gąsówka fioletowawa, jako gąsówka naga (Lepista nuda) - gołąbek błotny (Russula paludosa) - gołąbek cukrówka (Russula alutacea) - gołąbek białozielonawy, jako gołąbek grynszpanowy (Russula aeruginea) - gołąbek wyborny, gołąbek jadalny (Russula vesca) - gołąbek jasnożółty (Russula flava) - gołąbek kunowy (Russula mustelina) - gołąbek lazurowy (Russula azurea) - gołąbek zielonawofioletowy, jako gołąbek modrożółty (Russula cyanoxantha) - gołąbek oliwkowy (Russula olivacea) - gołąbek płowiejący (Russula decolorans) - gołąbek podpalany (Russula adusta) - gołąbek różowotrzonowy (Russula roseipes) - gołąbek słodkawy (Russula integra) - gołąbek smaczny (Russula delica) - gołąbek śliczny (Russula rosacea) - gołąbek oliwkowozielony, jako gołąbek widlasty (Russula heterophyla) - gołąbek winnoczerwony (Russula vinosa) - gołąbek śledziowy, jako gołąbek winny (Russula xerampelina) - gołąbek zielonawy (Russula virescens) - gołąbek złotawy (Russula aurata) - goździeniec gliniasty (Clavaria argillacea) - goździeńczyk grzebieniasty (Clavaria cristata) - goździeńczyk pomarszczony (Clavulina rugosa) - goździeńczyk popielaty (Clavaria cinerea) - goryczak purpurowozarodnikowy, jako goryczak purpurowozarodnikowy (Porphyrellus porphyrosporus) - klejek czerwonawy, jako klejek lepki (Gomphidius rutilus) - klejówka świerkowa, jako klejówka kleista (Gomphidius glutinosus) - kolczak obłączasty (Hydnum repandum) - kopułek łąkowy (Camarophyllus pratensis) - kopułka śnieżna (Camarophyllus niveus) - koźlarz babka (Leccinum scabrum) - koźlarz białawy (Leccinum holopus) - koźlarz czerwony (Leccinum aurantiacum) - koźlarz dębowy (Leccinum quercinum) - koźlarz grabowy (Leccinum griseum) - koźlarz pomarańczowy (Leccinum versipelle) - koźlarz sosnowy (Leccinum vulpinum) - koźlarz świerkowy (Leccinum piceinum) - koźlarz topolowy (Leccinum duriusculum) - czubajka czerwieniejąca (Macrolepiota rhacodes) - kurzawka czerniejąca (Bovista nigrescens) - kurzawka ołowiana (Bovista plumbea) - lakówka ametystowa (Laccaria amethystina) - lakówka pospolita (Laccaria laccaria) - lejkowiec dęty (Craterellus cornucopioides) - lejkówka buławotrzonowa (Clitocybe claviceps) - lejkówka lejkowata (Clitocybe gibba) - lejkówka śnieżysta, jako białokrowiak śnieżysty (Leucopaxillus candidus) - lejkówka zielonawa, jako lejkówka wonna (Clitocybe odora) - łopatnica żółtawa (Spathularia flavida) - drobnołuszczak jeleni, jako łuskowiec jeleni (Pluteus atricapillus) - łuskwiak zmienny, jako łuszczak zmienny (Kuehneromyces mutabilis) - gęśnica wiosenna, jako majówka wiosenna(Calocybe gambosa) - maślak dęty, jako borowiec dęty (Boletinus cavipes) - maślak szary, jako maślak lepki(Suillus viscidus) - maślak pstry (Suillus variegatus) - maślak sitarz (Suillus bovinus) | - maślak ziarnisty (Suillus granulatus) - maślak zwyczajny (Suillus luteus) - maślak żółtawy (Suillus flavidus) - maślak żółty (Suillus flavus) - maślanka łagodna (Hypholoma capnoides) - mitrówka półwolna (Mitrophora semilibera) - mleczaj czerwieniejący (Lactarius sanguifluus) - mleczaj późnojesienny (Lactarius salmonicolor) - mleczaj kamforowy (Lactarius camphoratus) - mleczaj rydz (Lactarius deliciosus) - mleczaj smaczny (Lactarius volemus) - mleczaj świerkowy (Lactarius deterrimus) - mleczaj zmienny (Lactarius semisanguifluus) - muchomor cesarski (Amanita caesarea) - muchomor czerwieniejący, jako muchomor czerwonawy (Amanita rubescens) - muchomor mglejarka (Amanita vaginata) - muchomor oliwkowy (Amanita battarae) - muchomor rdzawobrązowy (Amanita fulva) - muchomor szyszkowaty (Amanita strobiliformis) - muchomor twardawy (Amanita spissa) - naparstniczka stożkowata (Verpa conica) - opieńka miodowa (Armillaria mellea) - opieńka bezpierścieniowa, jako opieńka nietrwała (Armillaria tabascens) - ozorek dębowy (Fistulina hepatica) - piaskowiec kasztanowaty (Gyroporus castaneus) - piaskowiec modrzak (Gyroporus cyanescens) - pieczarka kosmkowata (Agaricus placomyces) - pieczarka leśna (Agaricus silvaticus) - pieczarka ogrodowa (Agaricus hortensis) - pieczarka okazała (Agaricus augustus) - pieczarka polowa (Agaricus arvensis) - pieczarka polna, jako pieczarka szlachetna (Agaricus campestris) - pieczarka zaroślowa (Agaricus silvicola) - pieniążek dębowy (Collybia dryophila) - pieniążek maślany (Collybia butyracea) - pieniążek pozrastany (Collybia confluens) - pieprznik jadalny (Cantharellus cibarius) - pieprznik szary (Cantharellus cinereus) - pieprznik trąbkowy (Cantharellus tubaeformis) - piestrak jadalny (Choiromyces meandriformis) - piestrzenica infułowata (Gyromitra infula) - piestrzyca kędzierzawa (Helvella crispa) - piestrzyca zatokowata (Helvella lacunosa) - płachetka kołpakowata (Pholiota caperata) - płomiennica zimowa, jako zimówka aksamitnotrzonowa (Flamullina velutipes) - płomykówka galaretowata (Tremiscus helvelloides) - podblaszek gromadny (Lyophyllum decastes) - podblaszek przydymiony (Lyophyllum fumosum) - podblaszek zrosły (Lyophyllum connatum) - przyczepka falista (Rhizina undulata) - Pseudoboletus parasiticus, jako podgrzybek pasożytniczy (Xerocomus parasiticus) - purchaweczka spłaszczona (Vascellum pratense) - purchawka chropowata (Lycoperdon perlatum) - purchawka oczkowata, jako czasznica oczkowata (Calvatia utriformis) - purchawka workowata, jako czasznica workowata (Calvatia excipuliformis) - sadówka podsadka (Clitopilus prunulus) - sarniak dachówkowaty (Sarcodon imbricatus) - siatkolist maczugowaty (Gomphus clavatus) - smardz jadalny (Morchella esculenta) - smardzówka czeska (Ptychoverpa bohemica) - soplówka gałęzista (Hericium clathroides) - szmaciak gałęzisty (Sparassis crispa) - szmaciak krótkotrzonowy (Sparassis brevipes) - szyszkowiec łuskowaty (Strobilomyces floccopus) - trufla letnia (Tuber aestivum) - truflica kasztanowata (Hydnotrya tulasnei) - twardówka muszlowata (Lentinellus cochleatus) - twardzioszek przydrożny (Marasmius oreades) - uszak bzowy, jako ucho bzowe (Hirneola auricula-judae) - uchówka ośla (Otidea onotica) - wilgotnica karminowa (Hygrocybe punicea) - wilgotnica łąkowa (Hygrocybe pratensis) - wilgotnica śnieżna (Hygrocybe virginea) - wodnicha biała (Hygropgorus eburneus) - wodnicha brunatnobiała (Hygrophorus latitabundus) - wodnicha gołąbkowa (Hygrophorus russula) - wodnicha grubopierścieniowa (Hygrophorus gliocyclus) - wodnicha jasnożółta (Hygrophorus hypothejus) - wodnicha modrzewiowa (Hygrophorus pudorinus) - zasłonak kleisty (Cortinarius mucosus) - zasłonak lisi (Cortinarius fulgens) - zasłonak nijaki (Cortinarius varius) - Lejkoporek olszowy, jako zębiak sinawy (Gyrodon lividus) - żagiew łuskowata (Polyporus squamosus). |

### Lista FAO
Obszerną listę gatunków o zastosowaniu spożywczym zebrano w pracy Erica Boi sporządzonej dla FAO. Lista ta jest kompilacją różnych danych, nie zawsze spójnych i kompletnych (przykładowo: dla Polski podane jest zaledwie 14 gatunków, a dane dla Rosji dotyczą głównie Syberii i Rosyjskiego Dalekiego Wschodu). Oprócz grzybów we współczesnym, restrykcyjnym ujęciu, zawiera organizmy grzybopodobne. W niektórych przypadkach taksony określone są z dokładnością do odmiany, podczas gdy w innych jedynie do rodzaju. Zawarto zarówno taksony o zastosowaniu spożywczym, jak również pseudoalimentacyjnym, w tym grzyby halucynogenne i lecznicze, które mogą być trujące. Spis taksonów zebranych w tej pracy wraz z krajami, w których są używane przedstawia poniższa lista:
| - Actinogyra muehlenbergii – Kanada - Afroboletus costatisporus – Malawi, Senegal, Zambia - Afroboletus luteolus – Burundi, Malawi, Mozambik - Agaricus abruptibulbus – Hongkong - Agaricus amboensis – Somalia - Agaricus arvensis – Bułgaria, Chiny (z Hongkongiem), Grecja, Hiszpania, Meksyk, Stany Zjednoczone, Ukraina - Agaricus augustus – Chiny (z Hongkongiem), Meksyk, Pakistan, Stany Zjednoczone - Agaricus benesii – Stany Zjednoczone - Agaricus bernardii – Stany Zjednoczone - Agaricus bingensis – Malawi, Uganda - Agaricus bisporus – Armenia, Benin, Chiny (z Hongkongiem), Maroko, Stany Zjednoczone, Turcja, Ukraina - Agaricus bisporus var. albidus – Meksyk - Agaricus bisporus var. bisporus – Meksyk - Agaricus bitorquis – Chiny, Meksyk, Nepal, Słowenia, Stany Zjednoczone, Turcja, Ukraina - Agaricus blazei – Brazylia, Chiny - Agaricus bulbillosus – Benin - Agaricus campestris – Armenia, Bułgaria, Chiny (z Hongkongiem), Egipt, Ghana, Grecja, Gwatemala, Indie, Jordania, Kanada, Kenia, Madagaskar, Malawi, Meksyk, Nepal, Pakistan, Rosja, Słowenia, Somalia, Stany Zjednoczone, Tanzania, Turcja, Ukraina - Agaricus comtulus – Hongkong, Meksyk - Agaricus croceolutescens – Malawi - Agaricus cupreobrunneus – Stany Zjednoczone - Agaricus endoxanthus – Malawi - Agaricus erythrotrichus – Demokratyczna Republika Konga - Agaricus essettei – Meksyk - Agaricus fuscofibrillosus – Meksyk, Stany Zjednoczone - Agaricus fuscovelatus – Stany Zjednoczone - Agaricus gennadii – Chiny - Agaricus goossensiae – Benin, Demokratyczna Republika Konga, Ghana - Agaricus impudicus – Meksyk - Agaricus lilaceps – Stany Zjednoczone - Agaricus macrosporus – Ukraina - Agaricus micromegethus – Hongkong - Agaricus nivescens – Demokratyczna Republika Konga - Agaricus pattersonae – Stany Zjednoczone - Agaricus perobscurus – Stany Zjednoczone - Agaricus placomyces – Hongkong, Meksyk, Pakistan, Rosja, Ukraina - Agaricus purpurellus – Hongkong - Agaricus rodmani – Egipt, Pakistan - Agaricus rubellus – Hongkong - Agaricus semotus – Hongkong - Agaricus silvaticus – Armenia, Bułgaria, Chiny (z Hongkongiem), Kanada, Kostaryka, Meksyk, Pakistan, Rosja, Ukraina - Agaricus silvicola – Chiny (z Hongkongiem), Madagaskar, Meksyk, Nepal, Pakistan, Rosja, Stany Zjednoczone, Turcja - Agaricus sp. – Filipiny - Agaricus squamuliferus var. caroli – Meksyk - Agaricus subedulis – Republika Środkowoafrykańska - Agaricus subperonatus – Meksyk - Agaricus subrufescens – Nepal - Agaricus subrutilescens – Meksyk, Stany Zjednoczone - Agaricus volvatulus – Benin, Demokratyczna Republika Konga - Agrocybe aegerita – Gwatemala, Hiszpania - Agrocybe broadwayi – Nigeria - Agrocybe cylindracea – Chiny - Agrocybe dura – Hongkong - Agrocybe farinacea – Hongkong - Agrocybe howeana – Benin - Agrocybe paludosa – Hongkong - Agrocybe pediades – Hongkong - Agrocybe praecox – Hongkong - Agrocybe salicacicola – Chiny - Agrocybe vervacti – Meksyk - Albatrellus confluens – Bułgaria, Chiny - Albatrellus ovinus – Bułgaria, Meksyk - Albatrellus sp. – Bhutan - Aleuria aurantia – Chiny, Meksyk, Rosja, Stany Zjednoczone - Amanita aff. rubescens – Benin - Amanita argentea – Bułgaria - Amanita aurea – Demokratyczna Republika Konga, Zimbabwe - Amanita bingensis – Malawi - Amanita caesarea – Bułgaria, Chiny, Grecja, Gwatemala, Hiszpania, Kostaryka, Meksyk, Nepal, Słowenia, Turcja, Ukraina - Amanita caesarea f. sp. americana – Meksyk - Amanita caesareoides – Rosja - Amanita calopus – Malawi - Amanita calyptrata – Stany Zjednoczone - Amanita calyptratoides – Meksyk - Amanita calyptroderma – Gwatemala, Meksyk - Amanita ceciliae – Meksyk - Amanita chepangiana – Nepal - Amanita constricta – Stany Zjednoczone - Amanita craseoderma – Benin - Amanita crassiconus – Benin, Senegal - Amanita crocea – Meksyk, Rosja - Amanita excelsa – RPA, Ukraina - Amanita flammeola – Malawi, Zambia - Amanita flavivolva – Meksyk - Amanita flavoconia – Meksyk - Amanita flavorubescens – Meksyk - Amanita foetidissima – RPA - Amanita fulva – Bułgaria, Chiny, Malawi, Meksyk - Amanita gemmata – Kostaryka, Meksyk - Amanita goosensiae – Demokratyczna Republika Konga, Malawi - Amanita hemibapha – Gwatemala, Laos, Malawi, Mozambik, Nepal, Senegal - Amanita hovae – Madagaskar - Amanita inaurata – Kostaryka, Meksyk - Amanita loosii – Benin, Burundi, Demokratyczna Republika Konga, Zimbabwe - Amanita masasiensis – Benin - Amanita muscaria – Kanada, Kostaryka, Malawi, Meksyk, Rosja, RPA - Amanita pachycolea – Stany Zjednoczone - Amanita perphaea – Gujana - Amanita ponderosa – Hiszpania - Amanita porphyria – Ukraina - Amanita praeclara – Malawi - Amanita rhodophylla – Malawi - Amanita robusta – Demokratyczna Republika Konga, Madagaskar, Malawi - Amanita rubescens – Bułgaria, Burundi, Chiny (z Hongkongiem), Gwatemala, Kostaryka, Malawi, Meksyk, RPA, Senegal, Słowenia, Ukraina - Amanita strobilaceovolvata – Benin - Amanita subviscosa – Benin - Amanita tanzanica – Tanzania - Amanita tuza – Meksyk - Amanita umbonata – Meksyk - Amanita vaginata – Bułgaria, Chiny (z Hongkongiem), Indie, Kostaryka, Malawi, Meksyk, Nepal, Rosja, Stany Zjednoczone, Ukraina - Amanita velosa – Stany Zjednoczone - Amanita virgineoides – Hongkong, Laos - Amanita xanthodermus – Ukraina - Amanita xanthogala – Benin - Amanita zambiana – Demokratyczna Republika Konga, Malawi, Tanzania, Zambia, Zimbabwe - Amanitina manginiana – Wietnam - Amanitopsis pudica – Demokratyczna Republika Konga - Amanitopsis vaginata – Bułgaria, Laos, Madagaskar - Amanitopsis vaginata var. alba – Bułgaria - Amanitopsis vaginata var. plumbea – Bułgaria - Amanitopsis vaginata var. umbrinolutea – Bułgaria - Amauroderma nigrum – Hongkong - Amauroderma rude – Hongkong - Anthurus pentulus – Madagaskar - Arachnion album – Meksyk - Armillaria distans – Kongo - Armillaria heimii – Madagaskar - Armillaria luteovirens – Meksyk - Armillaria mellea – Armenia, Białoruś, Bułgaria, Chile, Chiny (z Hongkongiem), Gwatemala, Hiszpania, Kanada, Kirgistan, Kostaryka, Meksyk, Mozambik, Nepal, Nigeria, Pakistan, Polska, Rosja, Słowenia, Stany Zjednoczone, Tanzania, Turcja, Uganda, Ukraina - Armillaria ostoyae – Kanada, Meksyk - Armillaria ponderosa – Stany Zjednoczone - Armillaria sp. – Laos - Armillaria tabescens – Chiny, Kostaryka, Meksyk - Armillariella elegans – Madagaskar - Aseroë sp. – Madagaskar - Aspropaxillus lepistoides – Kostaryka - Astraeus hygrometricus – Hongkong, Indie - Astraeus sp. – Nepal - Astrosporina asterospora – Ukraina - Auricularia auricula-judae – Chile, Chiny (z Hongkongiem), Demokratyczna Republika Konga, Indonezja, Madagaskar, Malawi, Meksyk, Mozambik, Nepal, Nigeria, Polska, Rosja - Auricularia cornea – Benin - Auricularia delicata – Demokratyczna Republika Konga, Gwatemala, Hongkong, Indie, Malawi, Meksyk, Nepal, Peru, Tanzania - Auricularia fuscosuccinea – Brazylia, Hongkong, Meksyk, Peru, Tanzania - Auricularia mesenterica – Meksyk, Nepal - Auricularia polytricha – Chile, Chiny (z Hongkongiem), Demokratyczna Republika Konga, Meksyk, Nepal, Rosja, Tanzania - Auricularia sp. – Fidżi, Ghana, Tajlandia - Auricularia tenuis – Demokratyczna Republika Konga - Bankera fuligineoalba – Chiny - Battarrea phalloides – Stany Zjednoczone - Battarrea stevenii – Namibia - Boletellus ananas – Meksyk - Boletellus betula – Meksyk - Boletellus russellii – Chiny, Meksyk - Boletinus asiaticus – Rosja - Boletinus lakei – Meksyk - Boletinus pinetorum – Chiny - Boletus aereus – Bułgaria, Chiny, Hiszpania, Stany Zjednoczone - Boletus aestivalis – Hiszpania, Jordania, Meksyk, Słowenia - Boletus appendiculatus – Stany Zjednoczone, Ukraina - Boletus atkinsonii – Meksyk - Boletus aurantiacus – Ukraina - Boletus barrowsii – Meksyk - Boletus bicoloroides – Meksyk - Boletus bouriqueti – Madagaskar - Boletus calopus – Rosja, Ukraina - Boletus citrifragrans – Chiny - Boletus colossus – Madagaskar - Boletus edulis – Białoruś, Bułgaria, Chiny, Gwatemala, Hiszpania, Indie, Kanada, Maroko, Meksyk, Mozambik, Nepal, Peru, Polska, Stany Zjednoczone, Turcja, Ukraina - Boletus elegans – Bułgaria, Ukraina - Boletus emodensis – Hongkong - Boletus erythropus – Bułgaria, Jordania, Meksyk, Rosja, Słowenia, Ukraina - Boletus erythropus var. novoguineensis – Papua-Nowa Gwinea - Boletus felleus – Meksyk - Boletus frostii – Meksyk - Boletus griseus – Hongkong - Boletus impolitus – Ukraina - Boletus loyo – Chile - Boletus luridiformis – Meksyk - Boletus luridus – Bułgaria, Meksyk, Nepal, Rosja, Ukraina - Boletus michoacanus – Meksyk - Boletus nigroviolaceus – Papua-Nowa Gwinea - Boletus pinicola – Hiszpania, Meksyk - Boletus pinophilus – Meksyk - Boletus pseudoloosii – Benin - Boletus regius – Bułgaria, Hiszpania, Meksyk, Rosja, Ukraina - Boletus reticulatus – Hiszpania, Meksyk - Boletus rubellus – Ukraina - Boletus scaber – Bułgaria, Ukraina - Boletus sp. – Australia, Benin, Grecja, Jugosławia (była) - Boletus speciosus – Chiny (z Hongkongiem) - Boletus subtomentosus – Bułgaria, Ukraina - Boletus truncatus – Stany Zjednoczone - Boletus variegatus – Ukraina - Boletus variipes – Meksyk - Boletus violaceofuscus – Chiny - Boletus vitellinus – Nepal - Boletus zelleri – Stany Zjednoczone - Bondarzewia berkeleyi – Demokratyczna Republika Konga - Bondarzewia montana – Papua-Nowa Gwinea - Bovista apedicellata – Indie - Bovista gigantea – Indie - Bovista pila – Stany Zjednoczone - Bovista plumbea – Hongkong, Kirgistan, Rosja, Stany Zjednoczone - Bovista plumbea var. ovalispora – Meksyk - Bovistella sinensis – Hongkong - Buchwaldoboletus spectabilis – Rosja - Calocera cornea – Hongkong - Calocera viscosa – Bhutan, Hongkong - Calocybe gambosa – Armenia, Bułgaria, Chiny, Hiszpania, Rosja, Słowenia - Calocybe indica – Indie - Calocybe leucocephala – Hongkong - Calvatia caelata – Bułgaria, Chiny (z Hongkongiem), Kirgistan - Calvatia craniiformis – Hongkong, Stany Zjednoczone - Calvatia cyathiformis – Hongkong, Indie, Meksyk, Nigeria, Stany Zjednoczone - Calvatia excipuliformis – Ghana, Rosja - Calvatia lilacina – Chiny (z Hongkongiem) - Calvatia subtomentosa – Benin - Calvatia utriformis – Bułgaria, Rosja, Stany Zjednoczone, Ukraina - Camarophyllus niveus – Rosja - Camarophyllus pratensis – Bułgaria, Meksyk, Rosja, Stany Zjednoczone - Camarophyllus subpratensis – Demokratyczna Republika Konga - Camarophyllus virgineus – Hongkong - Cantharellula umbonata – Meksyk - Cantharellus cibarius – Armenia, Białoruś, Bhutan, Bułgaria, Chiny, Demokratyczna Republika Konga, Grecja, Gwatemala, Hiszpania, Indie, Jordania, Jugosławia (była), Kanada, Kirgistan, Kostaryka, Madagaskar, Malawi, Maroko, Meksyk, Mozambik, Nepal, Pakistan, Polska, Rosja, Słowenia, Stany Zjednoczone, Tajlandia, Turcja, Ukraina, Zambia, Zimbabwe - Cantharellus cibarius var. defibulatus – Burundi, Demokratyczna Republika Konga - Cantharellus cibarius var. latifolius – Demokratyczna Republika Konga - Cantharellus cinereus – Hongkong - Cantharellus cinnabarinus – Hongkong - Cantharellus congolensis – Benin, Burundi, Demokratyczna Republika Konga, Malawi, Senegal, Tanzania, Zimbabwe - Cantharellus cornucopioides var. cornucopioides – Demokratyczna Republika Konga - Cantharellus cornucopioides var. parvisporus – Demokratyczna Republika Konga - Cantharellus cyanescens – Burundi - Cantharellus cyanoxanthus – Burundi, Demokratyczna Republika Konga, Madagaskar - Cantharellus densifolius – Burundi, Demokratyczna Republika Konga, Mozambik, Zambia - Cantharellus eucalyptorum – Madagaskar - Cantharellus floccosus – Indie, Rosja - Cantharellus floridulus – Benin, Ghana - Cantharellus formosus – Kanada - Cantharellus ignicolor – Gwatemala - Cantharellus incarnatus – Demokratyczna Republika Konga - Cantharellus infundibuliformis – Bułgaria, Kanada - Cantharellus isabellinus – Tanzania - Cantharellus longisporus – Malawi, Mozambik, Zambia - Cantharellus luteocomus – Laos - Cantharellus luteopunctatus – Demokratyczna Republika Konga - Cantharellus lutescens – Hiszpania - Cantharellus madagascariensis – Madagaskar - Cantharellus miniatescens – Demokratyczna Republika Konga, Zambia, Zimbabwe - Cantharellus minor – Tajlandia - Cantharellus odoratus – Gwatemala, Meksyk, Nepal - Cantharellus platyphyllus – Benin, Burundi, Demokratyczna Republika Konga, Tanzania - Cantharellus pseudocibarius – Burundi, Kamerun, Mozambik, Zambia - Cantharellus pseudofriesii – Demokratyczna Republika Konga, Senegal - Cantharellus ruber – Burundi, Demokratyczna Republika Konga - Cantharellus rufopunctatus – Demokratyczna Republika Konga - Cantharellus rufopunctatus var. ochraceus – Burundi - Cantharellus sp. – Gabon, Papua-Nowa Gwinea - Cantharellus splendens – Burundi - Cantharellus subalbidus – Kanada, Nepal, Stany Zjednoczone - Cantharellus subcibarius – Nepal - Cantharellus symoensii – Burundi, Demokratyczna Republika Konga, Mozambik, Tanzania, Zimbabwe - Cantharellus tenuis – Malawi - Cantharellus tubiformis – Bułgaria, Hiszpania, Meksyk, Nepal, Stany Zjednoczone - Catathelasma ventricosum – Chiny, Gwatemala, Rosja - Cerrena unicolor – Hongkong - Cetraria islandica – Kanada - Cetrariastrum sp. – Indie - Chalciporus piperatus – Meksyk, Rosja, Ukraina - Chlorophyllum cf. molybdites – Benin, Kongo, Madagaskar - Chlorophyllum madagascariense – Madagaskar - Chlorophyllum molybdites – Meksyk, Nigeria - Choiromyces aboriginum – Australia - Chroogomphus jamaicensis – Meksyk - Chroogomphus rutilus – Bułgaria, Chiny, Meksyk, Rosja, Turcja - Chroogomphus vinicolor – Meksyk, Stany Zjednoczone - Cladina stellaris – Kanada - Clathrus madagascariensis – Madagaskar - Clavaria albiramea – Burundi, Demokratyczna Republika Konga, Malawi - Clavaria aurea – Indie - Clavaria miniata – Madagaskar - Clavaria purpurea – Chiny, Rosja - Clavaria vermicularis – Hongkong, Meksyk, Nepal - Clavariadelphus cokeri – Meksyk - Clavariadelphus pistillaris – Bułgaria, Meksyk, Rosja - Clavariadelphus sachalinensis – Rosja - Clavariadelphus truncatus – Meksyk, Rosja - Clavariadelphus unicolor – Meksyk - Clavicorona pyxidata – Hongkong, Meksyk - Clavulina amethystina – Rosja - Clavulina cinerea – Gwatemala, Meksyk, Nepal - Clavulina cristata – Hongkong, Meksyk, Nepal, Rosja - Clavulina rugosa – Meksyk - Clavulinopsis fusiformis – Nepal - Clavulinopsis helvola – Hongkong - Clavulinopsis miyabeana – Hongkong - Climacocystis borealis – Meksyk - Clitocybe aurantiaca – Ukraina - Clitocybe clavipes – Chiny (z Hongkongiem), Meksyk, Ukraina - Clitocybe fragrans – Hongkong - Clitocybe geotropa – Bułgaria, Chiny, Hiszpania - Clitocybe gibba – Bułgaria, Meksyk - Clitocybe hypocalamus – Indonezja - Clitocybe infundibuliformis – Bułgaria, Rosja - Clitocybe nebularis – Bułgaria, Chile, Chiny, Hiszpania, Meksyk, Rosja, Ukraina - Clitocybe odora – Bułgaria, Meksyk, Rosja - Clitocybe olearia – Ukraina - Clitocybe rivulosa – Ukraina - Clitocybe s.l. sp. – Benin, Indie - Clitocybe squamulosa – Meksyk - Clitocybe suaveolens – Meksyk, Rosja - Clitocybula sp. – Benin - Clitopilus prunulus – Bułgaria, Chiny (z Hongkongiem), Meksyk, Rosja, Stany Zjednoczone, Ukraina - Collybia acervata – Hongkong, Laos, Meksyk - Collybia anombe – Kongo - Collybia attenuata – Republika Środkowoafrykańska - Collybia aurea – Burundi - Collybia butyracea – Hongkong, Meksyk, Nepal, Ukraina - Collybia confluens – Hongkong, Malawi, Meksyk - Collybia contorta – Rosja - Collybia distorta – Kostaryka - Collybia dryophila – Kostaryka, Hongkong, Malawi, Meksyk, Rosja - Collybia familia – Kostaryka - Collybia oronga – Kongo - Collybia piperata – Demokratyczna Republika Konga - Collybia platyphylla – Kostaryka - Collybia polyphylla – Meksyk - Collybia pseudocalopus – Brazylia - Collybia radicata – Chiny - Collybia sp. – Egipt, Indie - Collybia subpruinosa – Brazylia - Collybia tamatavae – Madagaskar - Cookeina sulcipes – Demokratyczna Republika Konga, Meksyk - Cookeina tricholoma – Meksyk - Coprinus acuminatus – Indie - Coprinus africanus – Nigeria - Coprinus atramentarius – Bułgaria, Chile, Chiny, Indie, Kirgistan, Rosja - Coprinus castaneus – Mauritius - Coprinus cinereus – Chiny, Tanzania - Coprinus comatus – Bułgaria, Chile, Chiny (z Hongkongiem), Hiszpania, Indie, Kirgistan, Kostaryka, Meksyk, Nepal, Rosja, Słowenia, Stany Zjednoczone, Turcja, Ukraina - Coprinus disseminatus – Laos, Malawi - Coprinus micaceus – Chiny (z Hongkongiem), Ghana, Mozambik, Rosja, Ukraina - Coprinus plicatilis – Hongkong - Coprinus radians – Hongkong - Coprinus sp. – Bhutan, Burkina Faso, Grecja - Coprinus sterquilinus – Hongkong, Kenia - Corditubera bovonei – Demokratyczna Republika Konga - Cordyceps militaris – Chiny - Cordyceps sinensis – Chiny, Nepal - Cortinarius alboviolaceus – Rosja - Cortinarius armeniacus – Rosja - Cortinarius armillatus – Rosja - Cortinarius claricolor var. turmalis – Chiny - Cortinarius collinitus – Chiny, Rosja - Cortinarius crassus – Ukraina - Cortinarius elatior – Chiny - Cortinarius glaucopus – Meksyk, Rosja - Cortinarius largus – Madagaskar - Cortinarius mucosus – Ukraina - Cortinarius multiformis – Ukraina - Cortinarius orichalceus – Rosja - Cortinarius praestans – Bułgaria, Chiny, Gwatemala - Cortinarius prasinus – Rosja - Cortinarius purpurascens – Chiny, Kostaryka - Cortinarius rufo-olivaceus – Chiny - Cortinarius sp. – Papua-Nowa Gwinea - Cortinarius variecolor – Turcja - Cortinarius varius – Ukraina - Cotylidia aurantiaca – Demokratyczna Republika Konga - Craterellus aureus – Demokratyczna Republika Konga, Hongkong - Craterellus beninensis – Benin - Craterellus cornucopioides – Benin, Bułgaria, Chiny (z Hongkongiem), Hiszpania, Jugosławia (była), Kanada, Kostaryka, Meksyk, Nepal, Pakistan, Rosja, Słowenia, Stany Zjednoczone, Turcja - Craterellus fallax – Meksyk - Crepidotus applanatus – Hongkong - Crepidotus mollis – Hongkong, Nepal - Cronartium conigenum – Meksyk - Cryptoporus volvatus – Chiny - Cyathus limbatus – Indie - Cyathus stercoreus – Hongkong, Madagaskar - Cymatoderma dendriticum – Malawi - Cymatoderma elegans subsp. infundibuliforme – Demokratyczna Republika Konga - Cystoderma amianthinum – Hongkong - Cystoderma terrei – Hongkong - Cyttaria berteroi – Chile - Cyttaria darwinii – Chile - Cyttaria espinosae – Chile - Cyttaria gunnii – Australia - Cyttaria hariotii – Argentyna, Chile - Cyttaria hookeri – Chile - Cyttaria johowii – Chile - Dacrymyces palmatus – Hongkong - Dacryopinax spathularia – Hongkong - Daldinia concentrica – Benin, Ghana, Indie, Meksyk - Daldinia sp. – Gabon - Dictyophora duplicata – Hongkong - Dictyophora echinovolvata – Chiny - Dictyophora indusiata f. lutea – Hongkong - Dictyophora multicolor – Hongkong - Endophallus yunnanensis – Chiny - Engleromyces goetzei – Kenia - Enteridium lycoperdon – Meksyk - Entoloma abortivum – Meksyk - Entoloma argyropus – Tanzania - Entoloma bloxamii – Stany Zjednoczone - Entoloma clypeatum – Jordania, Meksyk, Ukraina - Entoloma madidum – Stany Zjednoczone - Entoloma microcarpum – Indie - Entoloma rhodopolium – Ukraina - Evernia mesomorpha – Kanada - Favolus alveolarius – Meksyk, Peru - Favolus brasiliensis – Brazylia, Meksyk, Peru - Favolus brunneolus – Brazylia - Favolus striatulus – Brazylia - Favolus tesselatus – Brazylia - Fibroporia vaillantii – Nepal - Fistulina hepatica – Australia, Bułgaria, Chile, Chiny, Kostaryka, Nepal, Turcja - Flammulina velutipes – Bułgaria, Chile, Chiny (z Hongkongiem), Kirgistan, Meksyk, Nepal, Pakistan, Rosja, Stany Zjednoczone, Ukraina - Floccularia albolanaripes – Stany Zjednoczone - Fomes fomentarius – Chiny (z Hongkongiem), Rosja - Fomitopsis pinicola – Kanada, Meksyk - Fomitopsis ulmaria – Hongkong - Fuligo septica – Meksyk - Galiella javanica – Madagaskar - Ganoderma applanatum – Chiny (z Hongkongiem), Nepal - Ganoderma capense – Hongkong - Ganoderma curtisii – Republika Środkowoafrykańska - Ganoderma lobatum – Hongkong, Meksyk - Ganoderma lucidum – Chiny (z Hongkongiem), Ghana, Indie, Laos, Madagaskar - Ganoderma sinense – Chiny (z Hongkongiem) - Ganoderma sp. – Filipiny - Ganoderma tenue – Hongkong - Ganoderma tropicum – Hongkong - Ganoderma tsugae – Chiny (z Hongkongiem) - Gastrodia elata – Chiny - Gautieria mexicana – Meksyk - Geastrum fimbriatum – Indie, Madagaskar - Geastrum saccatum – Meksyk - Geastrum sp. – Nepal, Stany Zjednoczone - Geastrum triplex – Hongkong, Indie, Meksyk - Geopora sp. – Indie - Gerronema sp. – Benin - Gloeoporus conchoides – Brazylia - Gomphidius glutinosus – Bułgaria, Meksyk, Ukraina - Gomphidius maculatus – Rosja - Gomphidius purpurascens – Rosja - Gomphus clavatus – Bułgaria, Hongkong, Meksyk, Rosja, Stany Zjednoczone - Gomphus floccosus – Bhutan, Meksyk - Gomphus kauffmanii – Meksyk - Goossensia cibarioides – Demokratyczna Republika Konga - Grifola frondosa – Chiny (z Hongkongiem), Nepal, Papua-Nowa Gwinea - Gymnopilus earlei – Brazylia - Gymnopilus hispidellus – Brazylia - Gymnopilus sp. – Demokratyczna Republika Konga - Gymnopilus spectabilis – Urugwaj - Gymnopus luxurians – Benin - Gyrodon intermedius – Senegal - Gyrodon lividus – Hongkong, Ukraina - Gyrodon merulioides – Meksyk - Gyromitra ambigua – Rosja - Gyromitra antartica – Chile - Gyromitra esculenta – Białoruś, Bułgaria, Chile, Kanada, Kirgistan, Ukraina - Gyromitra infula – Meksyk - Gyromitra ussuriensis – Rosja - Gyroporus castaneus – Bułgaria, Hongkong, Malawi, Meksyk, Ukraina - Gyroporus cyanescens – Bułgaria, Ukraina - Hebeloma fastibile – Meksyk - Hebeloma mesophaeum – Meksyk - Hebeloma termitaria – Benin - Helvella acetabulum – Meksyk - Helvella crispa – Bułgaria, Gwatemala, Meksyk, Rosja - Helvella elastica – Meksyk - Helvella infula – Meksyk - Helvella lacunosa – Bułgaria, Gwatemala, Kostaryka, Meksyk, RPA, Stany Zjednoczone, Turcja - Helvella leucomelaena – Hiszpania - Helvella monachella – Hiszpania - Helvella sp. – Indie - Hericium abietis – Kanada, Stany Zjednoczone - Hericium caput-ursi – Meksyk - Hericium clathroides – Chiny, Nepal - Hericium coralloides – Chiny, Meksyk, Nepal, RPA, Turcja - Hericium erinaceum – Chiny (z Hongkongiem), Kanada, Kostaryka, Meksyk, Nepal, Rosja, Stany Zjednoczone - Hericium flagellum – Nepal - Hericium laciniatum – Nepal - Hericium ramosum – Chiny, Stany Zjednoczone - Hexagonia apiaria – Hongkong - Hirschioporus abietinum – Hongkong - Hirschioporus fuscoviolaceum – Hongkong - Hohenbuehelia petaloides – Hongkong, Meksyk - Hydnopolyporus fimbriatus – Meksyk - Hydnopolyporus palmatus – Brazylia, Meksyk - Hydnotrya tulasnei – Rosja - Hydnum ranceo-foetidum – Nepal - Hydnum repandum – Bułgaria, Chiny, Gwatemala, Kanada, Meksyk, Nepal, Rosja, Stany Zjednoczone - Hydnum repandum – Hiszpania, Turcja, Ukraina - Hydnum rufescens – Hiszpania - Hydnum umbilicatum – Kostaryka, Stany Zjednoczone - Hygrocybe cantharellus – Hongkong, Laos, Rosja - Hygrocybe coccinea – Rosja - Hygrocybe conica – Laos, Rosja - Hygrocybe laeta – Rosja - Hygrocybe nigrescens – Meksyk - Hygrocybe obrussea – Rosja - Hygrocybe psittacina – Rosja - Hygrocybe punicea – Bułgaria, Laos, Rosja - Hygrocybe unguinosa – Rosja - Hygrophoropsis aurantiaca – Hongkong, Meksyk, Wybrzeże Kości Słoniowej - Hygrophoropsis mangenotii – Wybrzeże Kości Słoniowej - Hygrophorus agathosmus – Rosja - Hygrophorus arbustivus – Chiny - Hygrophorus camarophyllus – Rosja - Hygrophorus chrysodon – Meksyk, Rosja, Turcja - Hygrophorus eburneus – Bułgaria, Hiszpania, Hongkong, Rosja - Hygrophorus hypothejus – Ukraina - Hygrophorus latitabundus – Hiszpania - Hygrophorus limacinus – Hiszpania, Rosja - Hygrophorus lucorum – Rosja - Hygrophorus niveus – Meksyk - Hygrophorus olivaceoalbus – Hiszpania, Rosja - Hygrophorus penarius – Kostaryka - Hygrophorus pudorinus – Rosja - Hygrophorus purpurascens – Meksyk - Hygrophorus russula – Bhutan, Bułgaria, Chiny, Gwatemala, Hiszpania, Meksyk, Rosja - Hypholoma capnoides – Ukraina - Hypholoma epixanthum – Ukraina - Hypholoma wambensis – Demokratyczna Republika Konga - Hypomyces lactifluorum – Gwatemala, Kanada, Meksyk - Hypomyces macrosporus – Meksyk - Hypsizygus marmoreus – Chiny (z Hongkongiem) - Hypsizygus tessulatus – Stany Zjednoczone - Inocybe gbadjii – Benin - Inocybe sp. – Madagaskar, Malawi, Papua-Nowa Gwinea - Inocybe squamata – Benin - Inocybe tulearensis – Madagaskar - Inonotus hispidus – Nepal - Inonotus obliquus – Kanada, Rosja - Ischnoderma resinosum – Hongkong, Kanada - Kobayasia nipponica – Hongkong - Kuehneromyces mutabilis – Bułgaria, Chiny (z Hongkongiem), Rosja, Tanzania, Ukraina - Laccaria amethystea – Gwatemala, Hongkong, Laos, Papua-Nowa Gwinea - Laccaria amethysteo-occidentalis – Stany Zjednoczone - Laccaria amethystina – Bułgaria, Kostaryka, Meksyk, Nepal, Rosja - Laccaria bicolor – Gwatemala, Meksyk - Laccaria edulis – Madagaskar - Laccaria farinacea – Meksyk - Laccaria laccata – Bułgaria, Chiny (z Hongkongiem), Gwatemala, Kanada, Kostaryka, Laos, Meksyk, Nepal, Rosja, Turcja, Ukraina - Laccaria proxima – Meksyk - Laccaria scrobiculatus – Meksyk - Laccocephalum mylittae – Chiny - Lacrymaria velutina – Hongkong, Kostaryka - Lactarius acris – Ukraina - Lactarius akahatsu – Chiny (z Hongkongiem) - Lactarius angustus – Demokratyczna Republika Konga - Lactarius baliophaeus – Benin - Lactarius camphoratus – Chiny - Lactarius carbonicola – Meksyk - Lactarius chrysorrheus – Rosja - Lactarius congolensis – Demokratyczna Republika Konga - Lactarius controversus – Rosja, Ukraina - Lactarius corrugis – Gwatemala - Lactarius deliciosus – Armenia, Białoruś, Bułgaria, Chile, Chiny (z Hongkongiem), Grecja, Gwatemala, Hiszpania, Jordania, Kanada, Kirgistan, Kostaryka, Meksyk, Nepal, Polska, Rosja, Stany Zjednoczone, Turcja, Ukraina, Urugwaj - Lactarius densifolius – Benin - Lactarius deterrimus – Indie - Lactarius edulis – Benin, Burundi, Demokratyczna Republika Konga - Lactarius flammans – Benin - Lactarius flavidulus – Rosja - Lactarius glyciosmus – Ukraina - Lactarius gymnocarpoides – Benin, Malawi - Lactarius gymnocarpus – Senegal, Tanzania, Zambia - Lactarius hatsudake – Bhutan, Chiny (z Hongkongiem) - Lactarius helvus – Ukraina - Lactarius hygrophoroides – Hongkong - Lactarius indigo – Gwatemala, Kostaryka, Meksyk - Lactarius insulsus – Rosja, Ukraina - Lactarius inversus – Burundi, Demokratyczna Republika Konga - Lactarius japonicus – Rosja - Lactarius kabansus – Burundi, Demokratyczna Republika Konga, Tanzania, Zambia, Zimbabwe - Lactarius latifolius – Benin, Demokratyczna Republika Konga - Lactarius lignyotus – Ukraina - Lactarius luteopus – Benin - Lactarius mitissimus – Kostaryka - Lactarius necator – Białoruś, Rosja, Ukraina - Lactarius pallidus – Ukraina - Lactarius pelliculatus – Tanzania - Lactarius pelliculatus f. pallidus – Demokratyczna Republika Konga - Lactarius phlebophyllus – Tanzania - Lactarius piperatus – Bhutan, Bułgaria, Malawi, Meksyk, Nepal, Rosja, Turcja, Ukraina, Zambia - Lactarius porninsis – Ukraina - Lactarius princeps – Indie - Lactarius pseudogymnocarpus – Benin - Lactarius pseudovolemus – Demokratyczna Republika Konga - Lactarius pubescens – Rosja - Lactarius pumilus – Benin - Lactarius pyrogalus – Rosja - Lactarius quietus – Chiny, Ukraina - Lactarius repraesentaneus – Rosja, Ukraina - Lactarius resimus – Rosja, Ukraina - Lactarius rubidus – Stany Zjednoczone - Lactarius rubrilacteus – Gwatemala, Stany Zjednoczone - Lactarius rubroviolascens – Madagaskar, Tanzania - Lactarius rufus – Rosja, Ukraina - Lactarius salmonicolor – Gwatemala, Meksyk, Turcja - Lactarius sanguifluus – Chiny, Hiszpania, Meksyk, Ukraina - Lactarius saponaceous – Benin - Lactarius scrobiculatus – Meksyk, Rosja, Ukraina - Lactarius semisanguifluus – Ukraina - Lactarius sesemotani – Demokratyczna Republika Konga - Lactarius sp. – Papua-Nowa Gwinea - Lactarius subdulcis – Meksyk, Ukraina - Lactarius subindigo – Chiny - Lactarius tenellus – Benin - Lactarius torminosus – Białoruś, Bułgaria, Rosja, Ukraina - Lactarius trivialis – Rosja - Lactarius uvidus – Rosja, Ukraina - Lactarius vellereus – Bułgaria, Kostaryka, Malawi, Meksyk, Rosja - Lactarius vietus – Ukraina - Lactarius violascens – Ukraina - Lactarius volemoides – Benin - Lactarius volemus – Bułgaria, Chiny (z Hongkongiem), Laos, Meksyk, Nepal, Rosja, Turcja, Ukraina - Lactarius yazooensis – Meksyk - Lactarius zonarius – Ukraina - Lactocollybia aequatorialis – Brazylia - Laetiporus sulphureus – Bułgaria, Chiny, Kanada, Kirgistan, Meksyk, Nepal, Rosja, Stany Zjednoczone, Turcja, Urugwaj - Langermannia gigantea – Bułgaria, Chiny (z Hongkongiem), Indie, Kanada, Meksyk, Rosja, Ukraina - Lanopila nipponica – Hongkong - Laricifomes officinalis – Chiny - Leccinum aurantiacum – Białoruś, Bułgaria, Hiszpania, Meksyk, Rosja - Leccinum chromapes – Meksyk, Rosja - Leccinum extremiorientale – Laos, Rosja - Leccinum griseum – Polska, Słowenia - Leccinum lepidum – Hiszpania - Leccinum manzanitae – Stany Zjednoczone - Leccinum oxydabile – Rosja - Leccinum rugosiceps – Meksyk - Leccinum scabrum – Białoruś, Bułgaria, Chiny, Kirgistan, Polska, Rosja, Słowenia, Stany Zjednoczone - Leccinum testaceoscabrum – Rosja, Słowenia - Lentinellus cochleatus – Hongkong - Lentinula boryana – Meksyk - Lentinula edodes – Chiny (z Hongkongiem), Indie, Nepal, Tajlandia - Lentinula lateritia – Papua-Nowa Gwinea - Lentinus araucariae – Papua-Nowa Gwinea, Republika Środkowoafrykańska - Lentinus berteri – Madagaskar - Lentinus brunneofloccosus – Republika Środkowoafrykańska - Lentinus cladopus – Malawi, Zambia - Lentinus conchatus – Meksyk, Peru - Lentinus crinitus – Brazylia, Demokratyczna Republika Konga - Lentinus glabratus – Brazylia - Lentinus javanicus – Chiny - Lentinus praerigidus – Tajlandia - Lentinus prolifer – Uganda - Lentinus sajor-caju – Chiny (z Hongkongiem), Demokratyczna Republika Konga, Indie, Tanzania - Lentinus sp. – Benin, Etiopia - Lentinus squarrosulus – Benin, Demokratyczna Republika Konga, Malawi, Mozambik - Lentinus strigosus – Brazylia, Hongkong, Laos - Lentinus subnudus – Indie, Nigeria - Lentinus tigrinus – Hongkong - Lentinus tuber-regium – Benin, Burundi, Demokratyczna Republika Konga, Gabon, Ghana, Madagaskar, Nigeria, Tanzania - Lentinus velutinus – Benin, Brazylia, Demokratyczna Republika Konga, Nigeria - Lenzites elegans – Demokratyczna Republika Konga, Tanzania - Lenzites palisoti – Madagaskar | - Lepiota aspera – Hongkong, Madagaskar, Meksyk - Lepiota clypeolaria – Hongkong, Meksyk - Lepiota discipes – Kamerun - Lepiota grassei – Gwinea - Lepiota henningsii – Demokratyczna Republika Konga - Lepiota imerinensis – Madagaskar - Lepiota lilacea – Ukraina - Lepiota madagascariensis – Madagaskar - Lepiota madirokelensis – Madagaskar - Lepiota mastoidea – Indie - Lepiota rabarijanonae – Madagaskar - Lepiota roseoalba – Madagaskar - Lepiota ventriosospora – Hongkong - Lepista caespitosa – Chiny - Lepista caffrorum – Malawi, RPA - Lepista dinahouna – Benin - Lepista glaucocana – Rosja - Lepista irina – Chiny, Meksyk, Ukraina - Lepista luscina – Chiny - Lepista nuda – Armenia, Bułgaria, Chiny (z Hongkongiem), Hiszpania, Jordania, Kanada, Kirgistan, Meksyk, Stany Zjednoczone, Ukraina - Lepista personata – Armenia, Bułgaria, Chiny, Hiszpania, Kostaryka, Meksyk - Lepista sordida – Chiny (z Hongkongiem) - Lepista sp. – Benin - Leucoagaricus bisporus – Demokratyczna Republika Konga - Leucoagaricus bresadolae – Benin - Leucoagaricus hortensis – Boliwia - Leucoagaricus pudicus – Hongkong - Leucoagaricus rhodocephalus – Tanzania - Leucoagaricus sp. – Benin - Leucoagaricus sp. nov.? – Benin - Leucocoprinus badhamii – Madagaskar - Leucocoprinus cepaestipes – Hongkong - Leucocoprinus cheimonoceps – Brazylia - Leucocoprinus discoideus – Demokratyczna Republika Konga - Leucocoprinus gandour – Kongo - Leucocoprinus imerinensis – Madagaskar - Leucocoprinus leucothites – Mozambik, Rosja, Stany Zjednoczone, Tanzania - Leucocoprinus nanianae – Madagaskar - Leucocoprinus tanetensis – Madagaskar - Leucocortinarius bulbiger – Rosja - Leucopaxillus candidus – Hiszpania - Leucopaxillus giganteus – Chiny, Kostaryka, Ukraina - Leucopaxillus lepistoides – Hiszpania - Lignosus sacer – Kenia, Republika Środkowoafrykańska, Tanzania - Limacella glioderma – Hongkong - Limacella illinita – Rosja - Limacella sp. – Indie - Lobaria sp. – Chiny - Lycoperdon asperum – Hongkong - Lycoperdon caelatum – Bułgaria - Lycoperdon candidum – Meksyk - Lycoperdon endotephrum – Madagaskar - Lycoperdon gemmatum – Bułgaria, Kirgistan - Lycoperdon marginatum – Meksyk - Lycoperdon oblongisporum – Meksyk - Lycoperdon peckii – Meksyk - Lycoperdon perlatum – Bułgaria, Chiny (z Hongkongiem), Kanada, Meksyk, Rosja, Stany Zjednoczone, Turcja, Ukraina - Lycoperdon pusillum – Hongkong, Indie - Lycoperdon pyriforme – Bhutan, Bułgaria, Chiny (z Hongkongiem), Indie, Kirgistan, Meksyk, Rosja, Stany Zjednoczone - Lycoperdon rimulatum – Meksyk - Lycoperdon sp. – Benin, Nepal, Zimbabwe - Lycoperdon spadiceum – Hongkong - Lycoperdon umbrinum – Meksyk - Lycoperdon umbrinum var. floccosum – Meksyk - Lyophyllum aggregatum – Kostaryka - Lyophyllum connatum – Rosja - Lyophyllum decastes – Chiny, Jordania, Meksyk, Rosja, Ukraina - Lyophyllum fumosum – Bhutan, Hongkong - Lyophyllum ovisporum – Meksyk - Lyophyllum sp. – Laos - Lyophyllum sykosporum – Chiny - Lyophyllum ulmarium – Hongkong, Rosja - Lysurus mokusin – Hongkong - Lysurus periphragmoides – Madagaskar - Macrocybe gigantea – Indie - Macrocybe lobayensis – Benin, Hongkong, Indie, Malawi, Nigeria - Macrocybe spectabilis – Burundi, Madagaskar, Mauritius - Macrolepiota africana – Demokratyczna Republika Konga, Republika Środkowoafrykańska - Macrolepiota dolichaula – Kenia, Malawi - Macrolepiota excoriata – Armenia, Kirgistan, Madagaskar, Ukraina - Macrolepiota excoriata var. rubescens – Madagaskar - Macrolepiota gracilenta – Kostaryka - Macrolepiota gracilenta var. goossensiae – Demokratyczna Republika Konga - Macrolepiota procera – Angola, Armenia, Bułgaria, Chile, Chiny (z Hongkongiem), Demokratyczna Republika Konga, Ghana, Hiszpania, Indie, Kostaryka, Laos, Madagaskar, Malawi, Meksyk, Nepal, Pakistan, Polska, Rosja, Słowenia, Tanzania, Turcja, Ukraina, Zambia - Macrolepiota procera var. vezo – Madagaskar - Macrolepiota prominens – Demokratyczna Republika Konga - Macrolepiota puellaris – Rosja - Macrolepiota rhacodes – Bułgaria, Chiny (z Hongkongiem), Hiszpania, Kanada, Słowenia, RPA, Stany Zjednoczone - Macrolepiota sp. – Grecja - Macrolepiota zeyheri – Demokratyczna Republika Konga - Macropodia macropus – Meksyk - Marasmiellus ramealis – Hongkong - Marasmius albogriseus – Meksyk - Marasmius alliaceus – Ukraina - Marasmius androsaceus – Chiny - Marasmius arborescens – Demokratyczna Republika Konga - Marasmius becolacongoli – Benin - Marasmius buzungolo – Demokratyczna Republika Konga - Marasmius caryophylleus – Bułgaria - Marasmius cohaerens – Hongkong - Marasmius crinis-equi – Hongkong - Marasmius grandisetulosus – Demokratyczna Republika Konga - Marasmius heinemannianus – Benin - Marasmius hungo – Kamerun - Marasmius maximus – Hongkong - Marasmius oreades – Bułgaria, Chiny (z Hongkongiem), Hiszpania, Kanada, Kostaryka, Meksyk, Nepal, Rosja, Stany Zjednoczone, Ukraina - Marasmius personatus – Hongkong - Marasmius piperodora – Demokratyczna Republika Konga - Marasmius prasiosmus – Ukraina - Marasmius purpureostriatus – Hongkong - Marasmius scorodonius – Bułgaria, Rosja, Ukraina - Marasmius sp. – Benin, Indie, Indonezja - Megacollybia platyphylla – Hongkong - Melanoleuca alboflavida – Hongkong - Melanoleuca brevipes – Rosja - Melanoleuca evenosa – Meksyk - Melanoleuca grammopodia – Kostaryka, Meksyk, Rosja - Melanoleuca melaleuca – Hongkong, Meksyk - Meripilus giganteus – Nepal - Merulius incarnatus – Meksyk - Microporus affinis – Papua-Nowa Gwinea - Microporus sanguineus – Madagaskar - Microporus xanthopus – Indie - Micropsalliota brunneosperma – Malawi, Mozambik - Morchella angusticeps – Indie, Meksyk, Pakistan - Morchella conica – Botswana, Bułgaria, Chile, Kirgistan, Meksyk, Nepal, Pakistan, Rosja, Turcja - Morchella conica var. rigida – Chiny - Morchella costata – Meksyk - Morchella crassipes – Chiny, Meksyk, Turcja - Morchella deliciosa – Chiny, Nepal, Stany Zjednoczone, Turcja - Morchella elata – Argentyna, Chiny, Kanada, Meksyk, Nepal, Turcja - Morchella esculenta – Białoruś, Bułgaria, Chiny, Gwatemala, Hiszpania, Indie, Kostaryka, Meksyk, Nepal, Pakistan, Rosja, Słowenia, Turcja, Ukraina - Morchella esculenta var. rotunda – Chiny, Kostaryka, Turcja - Morchella esculenta var. umbrina – Chiny - Morchella esculenta var. vulgaris – Chiny, Nepal - Morchella intermedia – Argentyna, Kirgistan, Madagaskar - Morchella smithiana – Nepal - Morchella sp. – Afganistan, Maroko - Morganella subincarnata – Stany Zjednoczone - Mutinus bambusinus – Madagaskar - Mycena aschi – Kamerun - Mycena bipindiensis – Kamerun - Mycena flavescens – Ghana - Mycena pura – Hongkong, Kostaryka, Meksyk - Mycenastrum corium – Indie - Mycoclelandia bulundari – Australia - Myriosclerotinia caricis-ampullaceae – Kanada - Neoclitocybe byssiseda – Brazylia - Neolentinus adhaerens – Chiny - Neolentinus lepideus – Chiny (z Hongkongiem), Meksyk - Neolentinus ponderosus – Meksyk - Nothopanus hygrophanus – Benin, Demokratyczna Republika Konga - Octaviania ivoryana – Benin - Omphalia lapidescens – Chiny - Ossicaulis lignatilis – Hongkong - Otidea onotica – Rosja - Oudemansiella brunneomarginata – Rosja - Oudemansiella canarii – Demokratyczna Republika Konga, Meksyk, Papua-Nowa Gwinea - Oudemansiella mucida – Chiny (z Hongkongiem), Rosja - Oudemansiella sp. – Laos - Paecilomyces sinensis – Chiny - Panaeolus cyanescens – Kostaryka - Panellus serotinus – Chiny (z Hongkongiem), Rosja - Panellus stipticus – Hongkong - Panus crinitus – Meksyk - Panus flavus – Nigeria - Parmelia austrosinensis – Arabia Saudyjska - Parmelia sulcata – Kanada - Parmotrema sp. – Indie - Paxillus atrotomentosus – Kirgistan, Ukraina - Paxillus involutus – Rosja, Ukraina - Paxina acetabulum – Meksyk - Peltigera canina – Indie - Perenniporia mundula – Malawi - Peziza badia – Meksyk - Peziza vesiculosa – Demokratyczna Republika Konga - Phaeolepiota aurea – Chiny, Rosja - Phaeolus manihotis – Madagaskar - Phallus armeniacus – Madagaskar - Phallus aurantiacus – Nigeria - Phallus fragrans – Chiny - Phallus impudicus – Chiny (z Hongkongiem), Indie, Madagaskar - Phallus indusiatus – Demokratyczna Republika Konga - Phallus rubicundus – Hongkong - Phallus tenuis – Hongkong - Phellinus baumii – Chiny - Phellinus conchatus – Hongkong - Phellinus igniarius – Hongkong, Rosja - Phellinus rimosus – Australia - Phellinus sp. – Tanzania - Phellorinia inquinans – Indie - Phlebopus bruchii – Argentyna - Phlebopus colossus – Burundi, Demokratyczna Republika Konga, Ghana, Madagaskar, Malawi, Mozambik - Phlebopus sudanicus – Benin, Burkina Faso, Kenia, Kongo, Malawi, Republika Środkowoafrykańska, Senegal - Pholiota adiposa – Chiny - Pholiota aurivella – Chiny, Rosja - Pholiota austrospumosa – Papua-Nowa Gwinea - Pholiota bicolor – Brazylia - Pholiota edulis – Chile - Pholiota flammans – Hongkong - Pholiota highlandensis – Hongkong - Pholiota lenta – Meksyk - Pholiota nameko – Chiny (z Hongkongiem), Nepal - Pholiota squarrosa – Chiny, Ukraina - Phylloporus rhodoxanthus – Hongkong - Pisolithus tinctorius – Australia, Hongkong - Pleurocybella porrigens – Hongkong, Kanada - Pleurotus abalonus – Chiny - Pleurotus circinatus – Nepal - Pleurotus citrinopileatus – Chiny (z Hongkongiem), Rosja - Pleurotus concavus – Brazylia, Peru - Pleurotus cornucopiae – Chiny (z Hongkongiem), Meksyk, Nepal, Turcja - Pleurotus corticatus – Hongkong - Pleurotus cystidiosus – Benin, Burundi, Hongkong, Tajlandia - Pleurotus dactylophorus – Madagaskar - Pleurotus djamor – Benin, Demokratyczna Republika Konga, Meksyk, Papua-Nowa Gwinea, Tanzania - Pleurotus dryinus – Meksyk, Nepal - Pleurotus eryngii – Armenia, Hiszpania, Indie, Jordania, Kirgistan, Turcja - Pleurotus eryngii var. ferulae – Chiny, Izrael - Pleurotus flexilis – Hongkong - Pleurotus floridanus – Chiny - Pleurotus fossulatus – Indie - Pleurotus levis – Meksyk - Pleurotus nebrodensis – Hiszpania - Pleurotus nepalensis – Nepal - Pleurotus ostreatoroseus – Meksyk - Pleurotus ostreatus – Armenia, Bułgaria, Chiny (z Hongkongiem), Grecja, Indie, Kanada, Kirgistan, Kostaryka, Maroko, Meksyk, Nepal, Peru, Polska, Rosja, Słowenia, Stany Zjednoczone, Turcja, Ukraina - Pleurotus ostreatus f. salignus – Bułgaria - Pleurotus ostreatus var. columbinus – Bułgaria - Pleurotus ostreatus var. magnificus – Nepal - Pleurotus pulmonarius – Bułgaria, Chiny (z Hongkongiem), Nepal - Pleurotus rhodophyllus – Hongkong - Pleurotus roseopilatus – Peru - Pleurotus salignus – Kostaryka - Pleurotus sapidus – Chiny - Pleurotus smithii – Meksyk - Pleurotus sp. – Benin, Filipiny, Gwatemala - Pleurotus spodoleucus – Hongkong - Pleurotus squarrosulus – Nigeria - Plicaria badia – Rosja - Pluteus aurantiorugosus – Meksyk - Pluteus cervinus – Bułgaria, Kostaryka, Meksyk, Nepal, Peru, Rosja, Stany Zjednoczone, Ukraina - Pluteus cervinus var. ealaensis – Demokratyczna Republika Konga - Pluteus coccineus – Rosja - Pluteus leoninus – Hongkong - Pluteus pellitus – Hongkong - Pluteus subcervinus – Ghana - Pluteus tricuspidatus – Hongkong - Podabrella microcarpa – Indie - Podaxis pistillaris – Afganistan, Indie, Pakistan - Podaxon termitophilus – Madagaskar - Podoscypha nitidula – Indie - Pogonomyces hydnoides – Meksyk - Polyozellus multiplex – Chiny, Kanada - Polyporus alveolaris – Hongkong - Polyporus aquosus – Brazylia - Polyporus arcularius – Hongkong, Nepal, Papua-Nowa Gwinea, Peru - Polyporus badius – Nepal - Polyporus blanchetianus – Papua-Nowa Gwinea - Polyporus brasiliensis – Malawi - Polyporus brumalis – Nepal - Polyporus croceoleucus – Madagaskar - Polyporus elegans – Hongkong - Polyporus eucalyptorum – Australia - Polyporus grammocephalus – Indonezja - Polyporus indigenus – Brazylia - Polyporus moluccensis – Malawi, Tanzania, Zambia - Polyporus mylittae – Australia - Polyporus sanguineus – Peru - Polyporus sapurema – Brazylia - Polyporus sp. – Benin, Filipiny - Polyporus squamosus – Bułgaria, Chiny, Kirgistan, Rosja, Turcja - Polyporus stipitarius – Brazylia - Polyporus tenuiculus – Papua-Nowa Gwinea - Polyporus tricholoma – Brazylia - Polyporus tubaeformis – Chiny - Polyporus umbellatus – Chiny (z Hongkongiem) - Polystictus sp. – Madagaskar, Senegal - Polystictus unicolor – Chiny - Porphyrellus atrobrunneus – Rosja - Porphyrellus pseudoscaber – Rosja, Ukraina - Psathyrella atroumbonata – Malawi, Nigeria - Psathyrella candolleana – Chiny (z Hongkongiem), Malawi, Mozambik - Psathyrella piluliformis – Hongkong - Psathyrella rugocephala – Hongkong - Psathyrella sp. – Benin, Ghana - Psathyrella spadicea – Demokratyczna Republika Konga, Meksyk - Psathyrella tuberculata – Benin - Pseudocraterellus laeticolor – Demokratyczna Republika Konga - Pseudohydnum gelatinosum – Bułgaria, Chiny, Mauritius, Meksyk, Rosja - Psiloboletinus lariceti – Rosja - Psilocybe aztecorum – Kostaryka - Psilocybe cubensis – Kostaryka - Psilocybe merdaria – Kenia - Psilocybe mexicana – Kostaryka - Psilocybe semilanceata – RPA - Psilocybe zapotecorum – Meksyk - Ptychoverpa bohemica – Bułgaria, Chiny, Kanada, Kirgistan, Rosja - Pulveroboletus aberrans – Malawi - Pulveroboletus ravenelii – Hongkong - Pycnoporus cinnabarinus – Hongkong, Nepal - Pycnoporus coccineus – Hongkong, Laos - Pycnoporus sanguineus – Australia, Brazylia, Demokratyczna Republika Konga, Malawi, Meksyk, Papua-Nowa Gwinea - Pycnoporus sp. – Gabon - Ramalina ecklonii – Meksyk - Ramalina sp. – Chiny - Ramaria apiculata – Hongkong - Ramaria araiospora – Gwatemala - Ramaria aurea – Bułgaria, Meksyk, Nepal, Rosja - Ramaria bonii – Meksyk - Ramaria botrytis – Bułgaria, Chiny, Gwatemala, Meksyk, Nepal - Ramaria botrytoides – Meksyk, Rosja - Ramaria cystidiophora – Meksyk - Ramaria fistulosa – Papua-Nowa Gwinea - Ramaria flava – Bułgaria, Gwatemala, Kirgistan, Meksyk, Nepal, Rosja - Ramaria flavobrunnescens – Chiny, Meksyk - Ramaria flavobrunnescens var. aurea – Indie - Ramaria flavobrunnescens var. formosoides – Indie - Ramaria flavobrunnescens var. typica – Indie - Ramaria formosa – Nepal - Ramaria fuscobrunnea – Nepal - Ramaria mairei – Bułgaria, Ukraina - Ramaria obtusissima – Chiny, Indie, Nepal - Ramaria ochracea – Demokratyczna Republika Konga - Ramaria pulcherrima – Rosja - Ramaria rosella – Meksyk - Ramaria rubiginosa – Meksyk - Ramaria rubripermanens – Meksyk - Ramaria sandaracina – Indie - Ramaria sanguinea – Indie, Meksyk - Ramaria sp. – Bhutan, Grecja, Laos - Ramaria stricta – Chiny, Madagaskar, Meksyk - Ramaria subaurantiaca – Chile - Ramaria subbotrytis – Indie - Rhizopogon luteolus – Nepal, Turcja, Urugwaj - Rhizopogon piceus – Chiny - Rhizopogon roseolus – Rosja, Turcja - Rhizopogon rubescens – Chiny (z Hongkongiem), Turcja - Rhizopogon sp. – Meksyk - Rhodocybe truncata – Hiszpania - Rhodophyllus aprilis – Kostaryka, Rosja - Rhodophyllus clypeatus – Chiny, Meksyk, Rosja - Rhodophyllus crassipes – Chiny - Rozites caperatus – Bułgaria, Chiny, Meksyk, Polska, Rosja, Ukraina - Rubinoboletus luteopurpureus – Malawi - Rubinoboletus roseo-albus – Benin - Russula aciculocystis – Meksyk - Russula adusta – Rosja, Ukraina - Russula aeruginea – Hongkong, Kirgistan, Rosja, Tajlandia, Ukraina - Russula aff. virescens – Benin - Russula afronigricans – Malawi - Russula albonigra – Rosja - Russula alutacea – Bułgaria, Chiny, Meksyk, Rosja, Ukraina - Russula amaendum – Papua-Nowa Gwinea - Russula atropurpurea – Kostaryka, Ukraina - Russula atrovirens – Demokratyczna Republika Konga - Russula aurata – Rosja, Ukraina - Russula badia – Ukraina - Russula brevipes – Meksyk - Russula brunneoviolacea – Ukraina - Russula caerulea – Ukraina - Russula cellulata – Benin, Burundi, Demokratyczna Republika Konga, Tanzania, Zimbabwe - Russula cellulata var. nigra – Benin - Russula chamaeleontina – Kostaryka - Russula chloroides – Nepal - Russula ciliata – Tanzania - Russula claroflava – Ukraina - Russula compressa – Benin, Tanzania - Russula congoana – Benin, Tanzania - Russula consobrina – Rosja - Russula crustosa – Hongkong - Russula cyanoxantha – Bułgaria, Chiny, Hiszpania, Kostaryka, Madagaskar, Malawi, Meksyk, Polska, Rosja, Słowenia, Ukraina - Russula cyclosperma – Demokratyczna Republika Konga - Russula decolorans – Ukraina - Russula delica – Chiny (z Hongkongiem), Gwatemala, Indie, Kirgistan, Malawi, Meksyk, Nepal, Rosja, Tajlandia, Turcja, Ukraina - Russula densifolia – Indie, Laos, Meksyk, Tajlandia - Russula depallens – Chiny - Russula diffusa var. diffusa – Demokratyczna Republika Konga - Russula eburneoareolata – Papua-Nowa Gwinea - Russula emetica – Bułgaria, Hongkong, Meksyk, Rosja, Ukraina - Russula erythropus – Kostaryka - Russula farinipes – Ukraina - Russula fellea – Ukraina - Russula firmula – Ukraina - Russula flava – Rosja - Russula foetens – Hongkong, Rosja, Senegal, Tajlandia, Ukraina - Russula fragilis – Rosja - Russula grisea – Benin - Russula heimii – Tanzania - Russula heterophylla – Tajlandia, Ukraina - Russula hiemisilvae – Demokratyczna Republika Konga, Tanzania - Russula integra – Ukraina - Russula lepida – Kostaryka, Meksyk, Tajlandia, Ukraina - Russula liberiensis – Tanzania - Russula lilacea – Hongkong - Russula lutea – Meksyk - Russula macropoda – Meksyk - Russula maculata – Ukraina - Russula madagassensis – Madagaskar - Russula mariae – Meksyk - Russula meleagris – Benin - Russula melliolens – Ukraina - Russula mexicana – Meksyk - Russula minutula – Kostaryka - Russula mustelina – Ukraina - Russula nigricans – Meksyk, Nepal, Tajlandia, Ukraina - Russula nitida – Kirgistan - Russula ochroleuca – Malawi, Ukraina - Russula oleifera – Benin - Russula olivacea – Bułgaria, Meksyk - Russula olivascens – Kirgistan, Rosja - Russula ornaticeps – Meksyk - Russula paludosa – Ukraina - Russula pectinata – Senegal, Ukraina - Russula pectinatoides – Rosja - Russula phaeocephala – Burundi, Tanzania - Russula pseudoamaendum – Papua-Nowa Gwinea - Russula pseudopurpurea – Benin - Russula pseudostriatoviridis – Demokratyczna Republika Konga - Russula punctata – Rosja - Russula queletii – Meksyk - Russula romagnesiana – Meksyk - Russula rosacea – Kirgistan - Russula rosea – Malawi, Ukraina - Russula roseoalba – Demokratyczna Republika Konga - Russula roseostriata – Demokratyczna Republika Konga - Russula rubra – Chiny - Russula rubroalba – Meksyk - Russula sanguinea – Hongkong, Tajlandia, Ukraina - Russula sardonia – Kirgistan, Ukraina - Russula schizoderma – Malawi - Russula senecis – Hongkong - Russula sese – Demokratyczna Republika Konga - Russula sesenagula – Demokratyczna Republika Konga - Russula sp. – Indonezja, Laos, Wybrzeże Kości Słoniowej - Russula striatoviridis – Demokratyczna Republika Konga - Russula sublaevis – Tanzania - Russula tanzaniae – Tanzania - Russula testacea – Benin - Russula vesca – Bułgaria, Chiny (z Hongkongiem), Meksyk, Rosja, Ukraina - Russula violeipes – Tajlandia - Russula virescens – Bułgaria, Chiny (z Hongkongiem), Hiszpania, Laos, Nepal, Rosja, Tajlandia, Ukraina - Russula viscida – Kostaryka - Russula xerampelina – Bułgaria, Kanada, Meksyk, Rosja, Ukraina - Sarcodon aspratus – Chiny - Sarcodon imbricatus – Bułgaria, Chiny, Kirgistan, Meksyk, Rosja, Stany Zjednoczone, Ukraina - Sarcodon lobatus – Rosja - Sarcoscypha coccinea – Hongkong, Meksyk, Rosja - Sarcosphaera eximia – Meksyk - Schizophyllum brevilamellatum – Peru - Schizophyllum commune – Benin, Chiny (z Hongkongiem), Demokratyczna Republika Konga, Etiopia, Ghana, Gwatemala, Indie, Laos, Madagaskar, Malawi, Meksyk, Mozambik, Nigeria, Peru, Republika Środkowoafrykańska, Zambia - Schizophyllum fasciatum – Meksyk - Scleroderma aurantiacum – Ukraina - Scleroderma bovista – Hongkong - Scleroderma bovonei – Demokratyczna Republika Konga - Scleroderma citrinum – Bułgaria, Hongkong - Scleroderma citrinum – Hongkong, Kirgistan, Nepal - Scleroderma polyrhizum – Hongkong - Scleroderma radicans – Indie - Scleroderma sp. – Chiny, Indonezja - Scleroderma texense – Nepal - Scleroderma verrucosum – Hongkong, Indie - Scutiger ovinus – Bułgaria, Rosja, Ukraina - Secotium himalaicum – Nepal - Secotium sp. – Australia - Shiraia bambusicola – Chiny - Sparassis crispa – Chiny, Indie, Kanada, Meksyk, Rosja, Stany Zjednoczone, Turcja, Ukraina - Sporisorium cruentum – Chiny - Stereopsis hiscens – Malawi - Strobilomyces confusus – Hongkong, Meksyk - Strobilomyces coturnix – Madagaskar - Strobilomyces floccopus – Meksyk, Rosja, Ukraina - Strobilomyces sp. – Madagaskar - Strobilomyces strobilaceus – Hongkong - Strobilomyces velutipes – Papua-Nowa Gwinea - Stropharia coronilla – Hongkong, Meksyk - Stropharia rugosoannulata – Hongkong, Rosja - Stropharia semiglobata – Hongkong - Suillus abietinus – Rosja - Suillus acidus – Meksyk - Suillus americanus – Hongkong, Meksyk, Rosja - Suillus bellinii – Hiszpania - Suillus bovinus – Bułgaria, Chiny, Hiszpania, Rosja, Turcja, Ukraina - Suillus brevipes – Hongkong, Meksyk, Stany Zjednoczone - Suillus cavipes – Kanada, Meksyk, Rosja, Ukraina - Suillus granulatus – Armenia, Bułgaria, Chiny (z Hongkongiem), Hiszpania, Izrael, Laos, Madagaskar, Malawi, Meksyk, Rosja, RPA, Tanzania, Ukraina, Urugwaj, Zambia - Suillus grevillei – Bułgaria, Chiny, Rosja, Turcja - Suillus hirtellus – Meksyk - Suillus lactifluus – Hongkong - Suillus luteus – Argentyna, Armenia, Białoruś, Bułgaria, Burundi, Chile, Chiny, Hiszpania, Malawi, Meksyk, Rosja, Turcja - Suillus pictus – Bhutan, Rosja - Suillus placidus – Rosja - Suillus plorans – Rosja - Suillus pseudobrevipes – Meksyk - Suillus pungens – Stany Zjednoczone - Suillus subluteus – Hongkong, Rosja - Suillus tomentosus – Hongkong, Meksyk, Stany Zjednoczone - Suillus variegatus – Hiszpania, Rosja - Suillus viscidus – Rosja - Tephrocybe atrata – Meksyk - Terfezia arenaria – Hiszpania - Terfezia boudieri – Botswana, Turcja - Terfezia claveryi – Arabia Saudyjska, Hiszpania, Irak - Terfezia decaryi – Madagaskar - Terfezia leonis – Maroko - Terfezia leptoderma – Hiszpania - Terfezia pfeilii – Botswana, Namibia - Termitomyces albuminosus – Chiny (z Hongkongiem), Indie, Indonezja, Malezja, Singapur - Termitomyces aurantiacus – Benin, Demokratyczna Republika Konga, Malawi, Tajlandia, Tanzania, Uganda - Termitomyces clypeatus – Benin, Chiny (z Hongkongiem), Demokratyczna Republika Konga, Indie, Malawi, Malezja, Mozambik, Nigeria, Pakistan, Republika Środkowoafrykańska, Tajlandia, Zambia, Zimbabwe - Termitomyces cylindricus – Chiny - Termitomyces entolomoides – Demokratyczna Republika Konga, Malezja - Termitomyces eurhizus – Birma, Chiny, Filipiny, Indie, Kenia, Malawi, Malezja, Mozambik, Nepal, Pakistan, Sri Lanka, Tanzania, Uganda, Zambia - Termitomyces fulginosus – Benin - Termitomyces globulus – Demokratyczna Republika Konga, Nigeria, Tajlandia - Termitomyces heimii – Chiny, Indie, Malezja, Pakistan - Termitomyces letestui – Benin, Burundi, Demokratyczna Republika Konga, Tanzania, Uganda - Termitomyces mammiformis – Demokratyczna Republika Konga, Nigeria - Termitomyces medius – Benin, Zambia - Termitomyces microcarpus – Chiny (z Hongkongiem), Demokratyczna Republika Konga, Filipiny, Indie, Malawi, Malezja, Mozambik, Nigeria, Pakistan, Sri Lanka, Tanzania, Uganda, Zambia - Termitomyces radicatus – Indie, Pakistan - Termitomyces robustus – Benin, Burundi, Demokratyczna Republika Konga, Malawi, Nigeria, Uganda - Termitomyces schimperi – Benin, Demokratyczna Republika Konga, Malawi, Mozambik, Namibia, Republika Środkowoafrykańska, Zambia, Zimbabwe - Termitomyces singidensis – Tanzania - Termitomyces sp. – Angola, Ghana, Laos, Lesotho, Mozambik - Termitomyces striatus – Benin, Burundi, Demokratyczna Republika Konga, Filiiny, Indie, Kamerun, Kenia, Malawi, Malezja, Nigeria, Pakistan, RPA, Sierra Leone, Uganda, Wybrzeże Kości Słoniowej - Termitomyces striatus var. aurantiacus – Demokratyczna Republika Konga - Termitomyces titanicus – Burundi, Demokratyczna Republika Konga, Malawi, Zambia - Termitomyces umkowaanii – Namibia - Thamnolia vermicularis – Chiny - Thelephora ganbajun – Chiny - Thelephora paraguayensis – Meksyk - Tirmania nivea – Algieria, Arabia Saudyjska, Irak, Kuwejt, Libia, Maroko, Tunezja - Tirmania pinoyi – Algieria, Irak, Kuwejt, Libia - Trametes albida – Hongkong - Trametes cubensis – Brazylia - Trametes hirsuta – Hongkong, Nepal - Trametes ochracea – Brazylia - Trametes orientalis – Hongkong - Trametes pubescens – Hongkong - Trametes robiniophila – Chiny - Trametes sanguinea – Chiny - Trametes suaveolens – Kanada - Trametes versicolor – Chiny (z Hongkongiem), Laos, Meksyk - Tremella aurantia – Chiny - Tremella concrescens – Meksyk - Tremella foliacea – Chiny - Tremella fuciformis – Chiny (z Hongkongiem) - Tremella lutescens – Chiny - Tremella mesenterica – Chiny, Nepal - Tremella reticulata – Gwatemala - Tremellodendron schweinitzii – Meksyk - Tremiscus helvelloides – Rosja - Trichaptum trichomallum – Brazylia - Tricholoma atrosquamosum – Rosja - Tricholoma bakamatsutake – Chiny - Tricholoma caligatum – Chiny, Kanada, Maroko - Tricholoma equestre – Hiszpania, Polska - Tricholoma flavovirens – Białoruś, Bułgaria, Chiny, Gwatemala, Meksyk, Stany Zjednoczone, Ukraina - Tricholoma fulvum – Rosja - Tricholoma goniospermum – Hiszpania - Tricholoma imbricatum – Hongkong, Ukraina - Tricholoma magnivelare – Chiny, Kanada, Meksyk, Stany Zjednoczone - Tricholoma matsutake – Bhutan, Chiny, KRL-D - Tricholoma mauritianum – Mauritius - Tricholoma mongolicum – Chiny - Tricholoma nauseosum – Algieria, Maroko - Tricholoma orirubens – Rosja - Tricholoma pessundatum – Hongkong - Tricholoma populinum – Stany Zjednoczone, Turcja, Ukraina - Tricholoma portentosum – Białoruś, Bułgaria, Chiny, Hiszpania, Kirgistan, Rosja, Słowenia, Ukraina - Tricholoma quercicola – Chiny - Tricholoma robustum – Ukraina - Tricholoma rutilans – Hongkong - Tricholoma saponaceum – Chiny, Ukraina - Tricholoma scabrum – Madagaskar - Tricholoma sejunctum – Chiny, Meksyk - Tricholoma sp. – Uganda - Tricholoma sulphureum – Indie, Urugwaj - Tricholoma terreum – Bułgaria, Chiny, Hiszpania, Rosja, Turcja, Ukraina - Tricholoma ustaloides – Meksyk - Tricholoma vaccinum – Meksyk - Tricholomopsis decora – Rosja - Tricholomopsis rutilans – Bułgaria, Rosja, Ukraina - Trogia infundibuliformis – Demokratyczna Republika Konga, Malawi - Trogia sp. – Gwatemala, Papua-Nowa Gwinea - Tuber aestivum – Chiny, Hiszpania, Turcja, Ukraina - Tuber borchii – Turcja - Tuber brumale – Chiny, Hiszpania - Tuber indicum – Chiny - Tuber melanosporum – Chiny, Hiszpania - Tuber oligospermum – Maroko - Tuber rufum – Chiny - Tuber sinosum – Chiny - Tuber sp. – Indie - Tubosaeta brunneosetosa – Malawi, Senegal - Tulostoma brumale – Stany Zjednoczone - Tylopilus ballouii – Hongkong - Tylopilus felleus – Meksyk, Ukraina - Tylopilus sp. – Benin - Tyromyces sulphureus – Chiny - Umbilicaria esculenta – Chiny - Usnea hirta – Kanada - Usnea sp. – Chiny - Ustilago maydis – Meksyk - Vanderbylia ungulata – Zambia - Vascellum curtisii – Meksyk - Vascellum intermedium – Meksyk - Vascellum pratense – Malawi, Meksyk - Vascellum qudenii – Meksyk - Verpa conica – Bułgaria - Volvariella bakeri – Kostaryka, Peru - Volvariella bombycina – Chiny (z Hongkongiem), Demokratyczna Republika Konga, Kostaryka, Meksyk, Tanzania, Ukraina - Volvariella diplasia – Indie - Volvariella earlei – Benin - Volvariella esculenta – Chiny, Madagaskar, Nigeria - Volvariella parvispora – Demokratyczna Republika Konga - Volvariella speciosa – Chile, Hongkong, Izrael, Kostaryka, Rosja, Stany Zjednoczone - Volvariella speciosa var. gloiocephala – Hongkong - Volvariella terastria – Indie - Volvariella volvacea – Benin, Chiny (z Hongkongiem), Ghana, Indie, Madagaskar, Malawi, Mauritius, Meksyk, Nepal, Nigeria, Republika Środkowoafrykańska, Reunion, Tajlandia, Tanzania - Wolfiporia extensa – Chiny (z Hongkongiem) - Wynnella silvicola – Chiny - Xanthoconium separans – Meksyk - Xerocomus badius – Bułgaria, Meksyk, Polska, Rosja, Słowenia, Turcja, Ukraina - Xerocomus chrysenteron – Bułgaria, Hongkong, Madagaskar, Meksyk, Rosja, Stany Zjednoczone, Ukraina - Xerocomus pallidosporus – Demokratyczna Republika Konga, Malawi - Xerocomus parasiticus – Ukraina - Xerocomus rubellus – Rosja - Xerocomus soyeri – Malawi - Xerocomus spadiceus – Meksyk - Xerocomus subtomentosus – Białoruś, Bułgaria, Polska, Rosja, Słowenia - Xerocomus versicolor – Madagaskar - Xeromphalina campanella – Hongkong, Meksyk - Xerula radicata – Hongkong, Kostaryka, Malawi, Nepal - Xylaria papyrifera – Republika Środkowoafrykańska - Xylaria polymorpha – Hongkong, Indie. |